# Namhanszanszong
A Namhanszanszong (hangul: 남한산성, handzsa: 南漢山城, RR: Namhansanseong) erődítmény Dél-Korea Kjonggi (Gyeonggi) tartományában található a Namhanszan (Namhansan) hegyen, Szöultól 25 kilométerre délkeletre. A Csoszon (Joseon)-korban vészhelyzet esetére átmeneti fővárosnak tervezték, de az erőd helyén már 2000 évvel ezelőtt is létezett földvár. Az UNESCO 2014-ben vette fel a világörökségi programjába. Szöulból megközelíthető a 8-as metróvonallal.

## Története
A feljegyzések szerint a kőerődöt a 7. században, a három koreai királyság idejében emelték, többször újjáépítették, a legfontosabb felújítás 1623-ban Indzso (Injo) király idejében (más források szerint 1621-ben) történt. 1894-ben az itt működő buddhista templomot bezárták, a japánok pedig 1907-ben felégették. Az erődöt buddhista szerzetesek építették és védelmezték, és mintegy 4000 embert tudott befogadni.